# Adelssitz Illerbachen
Der Adelssitz Illerbachen ist eine abgegangene Burg im Teilort Illerbachen, einen Kilometer südlich von Berkheim im Landkreis Biberach in Oberschwaben. Sie befindet sich zirka 20 Meter oberhalb des Ortszentrums auf einem kleinen Plateau mit dem Flurnamen Jägerberg. Von der ehemaligen Burganlage ist nichts mehr erhalten. Erbauer des Adelssitzes waren die Herren von Illerbachen.